# Estação Papineau
A Estação Papineau é uma das estações do Metrô de Montreal, situada em Montreal, entre a Estação Beaudry e a Estação Frontenac. Faz parte da Linha Verde.
Foi inaugurada em 14 de outubro de 1966. Localiza-se na Rua Cartier. Atende o distrito de Ville-Marie.